# Guanilato dipotásico
El Guanilato dipotásico (E628), también conocido como sodio 5'-guanilato y disodio 5'-guanilato, es una sal disódica del guanosín monofosfato (GMP) que se emplea en la industria alimentaria como un potenciador del sabor. El guanilato dipotásico es un aditivo alimentario que se emplea en conjunción con el ácido glutámico (glutamato monosódico, MSG). Se trata de un aditivo relativamente más caro que otros y es por esta razón por la que su uso encarece el valor de algunos alimentos. 

## Obtención y Uso
Se emplea en derivados cárnicos, fiambres, patés, productos de repostería, galletas y sopas, así como en caldos deshidratados.